# مقدسین خانواده
مقدسین خانواده (به انگلیسی: Household Saints) فیلمی محصول سال ۱۹۹۳ و به کارگردانی نانسی ساووکا است. در این فیلم بازیگرانی همچون تریسی آلمن، وینسنت دن آفریو، لیلی تیلور، جودیت مالینا، ریچل بلا، مایکل ریسپولی، ویکتور آرگو، مایکل امپریولی، ایلیانا داگلاس، جو گریفاسی و سباستین روشه ایفای نقش کرده‌اند.